# Konnotation
Konnotation er en betydning eller værdi ud over et ords grundbetydning, som afspejler kulturelle og stilistiske forhold eller personlige associationer. Konnotation afspejler associationer, værdiladning og stillag knyttet til det konkrete ord.
(Konnotations modsætning er denotation, der beskriver begrebsomfanget.) Synonymer har samme denotation, men oftest forskellig konnotation, eksempelvis mand, herre, fyr, stodder, lazaron, vir, medarbejder, osv.
Indenfor logik og filosofisk semantik er begrebet anvendt siden John Stuart Mill. (Indenfor lingvistisk semantik kan konnotation tillige have betydningen 'betegne'.)

## Eksempler
| Billedets denotation udtrykker et tegnet hjerte. Konnotationen er symbol på kærlighed og hengivenhed.                                                                               |
| Dette billedes denotation udtrykker en rød rose med en grøn stængel. Konnotationen er, at tegningen er symbol på forelskelse og kærlighed, hvilket er det, som rosen repræsenterer. |

| Sprog | Spire Denne artikel om sprog er en spire som bør udbygges. Du er velkommen til at hjælpe Wikipedia ved at udvide den. |